# ヘンリー郡 (テネシー州)
座標: 北緯36度33分 西経88度30分 / 北緯36.550度 西経88.500度
ヘンリー郡（英: Henry County）は、アメリカ合衆国のテネシー州にある郡。郡庁所在地はパリス (Paris)である。人口は2000年の国勢調査時は3万1115人、2005年の推計では3万1511人であった。バージニア州の雄弁家、パトリック・ヘンリーにちなみ名づけられた。

## 地理
国勢調査局の調査では総面積1535.9平方キロ（593平方マイル）で、うち1455.6平方キロ（562平方マイル）が陸地、総面積の5.35%にあたる82.9平方キロ（32平方マイル）が水域である。
公園
- パリス・ランディング州立公園

隣接する郡
- カロウェイ郡 (ケンタッキー州)（北）
- ステュアート郡（北東）
- ベントン郡（南東）
- キャロル郡（南）
- ウィークリー郡（西）
- グレイブス郡 (ケンタッキー州)（北西）

国立保護区
- テネシー国立野生生物保護区（一部）

## 人口動態
2000年の国勢調査時点でこの郡には3万1115人、1万3019世帯、9009家族が暮らしていた。人口密度は1平方キロあたり21人で、平方マイルに換算すると55人となる。住居数は1万5783軒で、1平方キロあたりに平均11軒（1平方マイルあたりでは28軒）が建っていることになる。住民のうち白人は89.21%、アフリカ系は8.96%を、ネイティブ・アメリカンは0.19%、アジア系は0.28%、太平洋諸島系は0.03%、その他の人種は0.39%を、混血は0.95%を、ヒスパニック（ラテン系）は1.00%を占める。

2000年国勢調査の結果をもとに作成した郡の人口ピラミッド

1万3019世帯のうち27.5%は18歳未満の子供と暮らしており、54.4%は夫婦で生活している。11.2%は未婚の女性が世帯主であり、30.8%は家族以外の住人と同居している。27.0%が独り身世帯で、12.8%を独居老人が占める。1世帯あたりの平均構成人数は2.35人、家庭の構成人数は2.82人である。
住民のうち22.2%が18歳未満の未成年、7.6%が18歳以上24歳以下、26.3%が25歳以上44歳以下、25.7%が45歳以上64歳以下、18.2%が65歳以上となっており、平均年齢は41歳である。女性100人に対し男性が93.4人いる一方、18歳以上の女性100人ごとに対しては90.4人いる。
一世帯あたりの平均収入は3万169米ドルで、家族ごとでは3万5836米ドルである。男性の平均収入は2万7849米ドル、女性の平均収入は2万695米ドルで、労働者でない人々も含めた住民一人当たりの収入は1万5855米ドルとなる。総人口の14.3%、家族の10.6%、18歳未満の子どもの20.1%、および65歳以上の老人の14.3%は貧困線以下の収入で生計を立てている。

## メディア
ラジオ局
- WTPR-AM 710 "The Greatest Hits of All Time"
- WTPR-FM 101.7 "The Greatest Hits of All Time"
- WAKQ-FM 105.5 "Today's Best Music with Ace & TJ in the Morning"

## 都市および町
- スプリングビル (Springville)
- コテージグローブ (en:Cottage Grove, Tennessee)
- ヘンリー (en:Henry, Tennessee)
- パリス (en:Paris, Tennessee)
- プリアー (en:Puryear, Tennessee)
- ブキャナン (en:Buchanan, Tennessee)
- ホイットロック (Whitlock)